# Aire d'attraction de Bayeux
L'aire d'attraction de Bayeux est un zonage d'étude défini par l'Insee pour caractériser l’influence de la commune de Bayeux sur les communes environnantes. Publiée en octobre 2025, elle se substitue à l'aire urbaine de Bayeux, qui comportait 22 communes dans le dernier zonage qui remontait à 2010.

## Définition
L'aire d'attraction d'une ville est composée d’un pôle, défini à partir de critères de population et d’emploi ainsi que d’une couronne constituée des communes dont au moins 15 % des actifs travaillent dans le pôle. Le pôle d’attraction constitue ainsi un point de convergence des déplacements domicile-travail,.

## Type et composition
L’aire d'attraction de Bayeux est une aire intra-départementale qui comporte 29 communes dans le Calvados. 
Elle est catégorisée dans les aires de moins de 50 000 habitants, une catégorie qui regroupe 12,2 % au niveau national.

### Carte

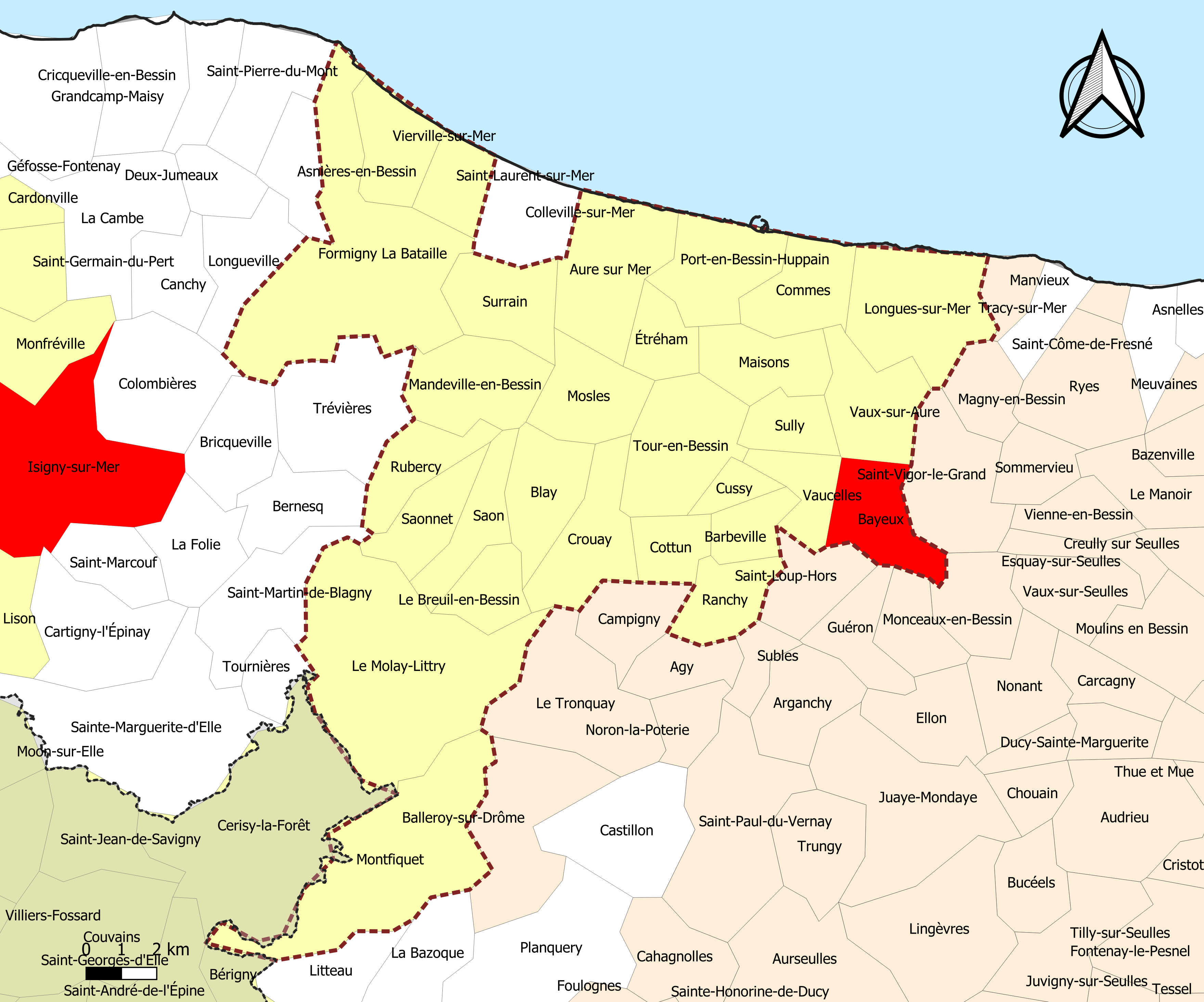
Carte de l'aire d'attraction de Bayeux.
Commune-centre
Commune de la couronne

### Composition communale
| Nom                     | Code Insee | Département | Statut                 | Superficie (km2) | Population (dernière pop. légale) | Densité (hab./km2) | Modifier                                    |
| ----------------------- | ---------- | ----------- | ---------------------- | ---------------- | --------------------------------- | ------------------ | ------------------------------------------- |
| Bayeux (commune-centre) | 14047      | Calvados    | commune-centre         | 7,10             | 12 754 (2022)                     | 1 796              | modifier les données · modifier les données |
| Barbeville              | 14040      | Calvados    | commune de la couronne | 3,47             | 228 (2022)                        | 66                 | modifier les données · modifier les données |
| Blay                    | 14078      | Calvados    | commune de la couronne | 7,14             | 358 (2022)                        | 50                 | modifier les données · modifier les données |
| Le Breuil-en-Bessin     | 14103      | Calvados    | commune de la couronne | 4,37             | 411 (2022)                        | 94                 | modifier les données · modifier les données |
| Commes                  | 14172      | Calvados    | commune de la couronne | 6,64             | 470 (2022)                        | 71                 | modifier les données · modifier les données |
| Cottun                  | 14184      | Calvados    | commune de la couronne | 3,77             | 232 (2022)                        | 62                 | modifier les données · modifier les données |
| Crouay                  | 14209      | Calvados    | commune de la couronne | 7,73             | 507 (2022)                        | 66                 | modifier les données · modifier les données |
| Cussy                   | 14214      | Calvados    | commune de la couronne | 2,34             | 170 (2022)                        | 73                 | modifier les données · modifier les données |
| Étréham                 | 14256      | Calvados    | commune de la couronne | 4,24             | 327 (2022)                        | 77                 | modifier les données · modifier les données |
| Formigny La Bataille    | 14281      | Calvados    | commune de la couronne | 26,24            | 760 (2022)                        | 29                 | modifier les données · modifier les données |
| Le Molay-Littry         | 14370      | Calvados    | commune de la couronne | 27,12            | 3 092 (2022)                      | 114                | modifier les données · modifier les données |
| Longues-sur-Mer         | 14377      | Calvados    | commune de la couronne | 12,29            | 587 (2022)                        | 48                 | modifier les données · modifier les données |
| Maisons                 | 14391      | Calvados    | commune de la couronne | 6,67             | 430 (2022)                        | 64                 | modifier les données · modifier les données |
| Mandeville-en-Bessin    | 14397      | Calvados    | commune de la couronne | 8,83             | 309 (2022)                        | 35                 | modifier les données · modifier les données |
| Montfiquet              | 14445      | Calvados    | commune de la couronne | 19,54            | 85 (2022)                         | 4,4                | modifier les données · modifier les données |
| Mosles                  | 14453      | Calvados    | commune de la couronne | 6,42             | 348 (2022)                        | 54                 | modifier les données · modifier les données |
| Port-en-Bessin-Huppain  | 14515      | Calvados    | commune de la couronne | 7,56             | 1 888 (2022)                      | 250                | modifier les données · modifier les données |
| Ranchy                  | 14529      | Calvados    | commune de la couronne | 5,14             | 273 (2022)                        | 53                 | modifier les données · modifier les données |
| Rubercy                 | 14547      | Calvados    | commune de la couronne | 5,54             | 151 (2022)                        | 27                 | modifier les données · modifier les données |
| Aure sur Mer            | 14591      | Calvados    | commune de la couronne | 10,55            | 697 (2022)                        | 66                 | modifier les données · modifier les données |
| Saint-Laurent-sur-Mer   | 14605      | Calvados    | commune de la couronne | 3,90             | 262 (2022)                        | 67                 | modifier les données · modifier les données |
| Saon                    | 14667      | Calvados    | commune de la couronne | 5,24             | 223 (2022)                        | 43                 | modifier les données · modifier les données |
| Saonnet                 | 14668      | Calvados    | commune de la couronne | 5,34             | 328 (2022)                        | 61                 | modifier les données · modifier les données |
| Sully                   | 14680      | Calvados    | commune de la couronne | 4,00             | 167 (2022)                        | 42                 | modifier les données · modifier les données |
| Surrain                 | 14681      | Calvados    | commune de la couronne | 7,08             | 142 (2022)                        | 20                 | modifier les données · modifier les données |
| Tour-en-Bessin          | 14700      | Calvados    | commune de la couronne | 10,31            | 694 (2022)                        | 67                 | modifier les données · modifier les données |
| Vaucelles               | 14728      | Calvados    | commune de la couronne | 3,56             | 600 (2022)                        | 169                | modifier les données · modifier les données |
| Vaux-sur-Aure           | 14732      | Calvados    | commune de la couronne | 7,60             | 284 (2022)                        | 37                 | modifier les données · modifier les données |
| Vierville-sur-Mer       | 14745      | Calvados    | commune de la couronne | 6,41             | 232 (2022)                        | 36                 | modifier les données · modifier les données |